# Lori-Ann Muenzer
Lori-Ann Muenzer, née le 21 mai 1966 à Toronto, est une ancienne coureuse cycliste canadienne, spécialiste de la piste. En remportant l'épreuve de vitesse individuelle des Jeux olympiques de 2004 à Athènes, elle devient la première athlète de la fédération cycliste canadienne à obtenir un titre olympique. Avec treize titres nationaux et plusieurs podiums lors de manches de Coupe du monde, elle est le cycliste canadien le plus médaillé. Après une pause d'un an, elle annonce mettre un terme à sa carrière en octobre 2006. Elle publie son autobiographie, intitulée One Gear, No Break, en avril 2006. Peu de temps après, elle fonde sa société Pure Momentum Inc., entreprise qui permet à des Canadiennes, ayant vécu des évènements exceptionnels, de tenir des conférences en milieu professionnel. Commencée avec six conférencières, l'entreprise en avait treize à la fin 2006. Muenzer avait pour objectif d'en avoir une vingtaine en juin 2007. Parallèlement, elle lance un programme de soutien, le Lori-Ann Muenzer Program, destiné à des jeunes cyclistes actuels ou en devenir.

## Palmarès

### Jeux olympiques
- Athènes 2004
  -  Championne olympique de la vitesse individuelle

### Championnats du monde
- Manchester 2000 
  -  Médaillée d'argent de la vitesse individuelle
- Anvers 2001 
  -  Médaillée d'argent du 500 mètres
  -  Médaillée de bronze de la vitesse individuelle
- Melbourne 2004 
  -  Médaillée de bronze de la vitesse individuelle

### Jeux du Commonwealth
- Manchester 2002 
  -  Médaillée d'argent de la vitesse individuelle
  -  Médaillée de bronze du 500 mètres

### Championnats panaméricains
- Bucaramanga 2000
  -  Médaillée d'or de la vitesse individuelle
  -  Médaillée d'argent du 500 mètres

### Championnats du Canada
- Championne du Canada du 500 mètres : 2001, 2002 et 2004
- Championne du Canada de vitesse : 2001, 2002 et 2004
- Championne du Canada du keirin : 2002